# Jan Bury (ur. 1963)
Jan Bury (ur. 1 października 1963 w Przeworsku) – polski polityk, prawnik, poseł Polskiego Stronnictwa Ludowego na Sejm I, II, IV, V, VI i VII kadencji, w latach 2007–2012 sekretarz stanu w Ministerstwie Skarbu Państwa.

## Życiorys
W 1990 ukończył studia na Wydziale Prawa i Administracji Uniwersytetu Marii Curie-Skłodowskiej w Lublinie (filia w Rzeszowie). Rozpoczął aplikację sędziowską, którą przerwał.
Od 1981 należał do Związku Młodzieży Wiejskiej. Od 1990 do 1996 był prezesem Zarządu Krajowego ZMW. Od 1997 do 2001 pełnił funkcję prezesa zarządu spółki z o.o.
W 1983 wstąpił do Zjednoczonego Stronnictwa Ludowego, a następnie do PSL. W 1991 po raz pierwszy skutecznie ubiegał się o wybór na posła, uzyskując mandat z listy krajowej. Mandat posła sprawował także w następnej kadencji w latach 1993–1997. Od 1998 do 2001 zasiadał w sejmiku podkarpackim. Powrócił do Sejmu po czteroletniej przerwie w 2001. W IV kadencji zasiadał w sejmowej Komisji Kultury i Środków Przekazu, Komisji Skarbu Państwa, a także jako wiceprzewodniczący w komisji śledczej ds. prywatyzacji PZU. W wyborach parlamentarnych w 2005 skutecznie ubiegał się o reelekcję. W wyborach w 2007 po raz piąty uzyskał mandat poselski, otrzymując w okręgu rzeszowskim 13 295 głosów. Po raz kolejny wybrany do Sejmu w wyborach w 2011 liczbą 15 649 głosów.
Został przedstawicielem Sejmu IV, V i VI kadencji w Krajowej Radzie Sądownictwa i prezesem wojewódzkich struktur PSL w Rzeszowie. 20 listopada 2007 powołany na sekretarza stanu w Ministerstwie Skarbu Państwa.
28 października 2011 został wybrany przewodniczącym Klubu Parlamentarnego PSL. Obowiązki te oficjalnie objął 8 listopada 2011. 12 lipca 2012 złożył rezygnację ze stanowiska sekretarza stanu w Ministerstwie Skarbu Państwa, premier Donald Tusk przyjął ją 20 lipca 2012.
W wyborach w 2015 bezskutecznie kandydował do Sejmu, uzyskując 5293 głosy. Zrezygnował następnie z funkcji prezesa podkarpackiego PSL.
18 listopada 2015 został zatrzymany przez funkcjonariuszy CBA. Prokurator przedstawił mu sześć zarzutów popełnienia przestępstw korupcyjnych w związku z tzw. aferą podkarpacką, a następnie wystąpił o zastosowanie wobec niego tymczasowego aresztowania, który to wniosek nie został uwzględniony.
W 1998 otrzymał Złoty Krzyż Zasługi.

## Życie prywatne
Syn Józefa i Stanisławy. Pochodzi z Łapajówki koło Przeworska. Jest mężem Urszuli Rogoź-Bury, pracującej jako urzędniczka, z którą ma córkę. Zamieszkał w Rzeszowie-Słocinie.

## Wyniki wyborcze do Sejmu
| Wybory | Komitet wyborczy   | Komitet wyborczy           | Organ           | Okręg          | Wynik        |
| ------ | ------------------ | -------------------------- | --------------- | -------------- | ------------ |
| 1991   |                    | Polskie Stronnictwo Ludowe | Sejm I kadencji | nr 29          | 3203 (0,81%) |
| 1993   | Sejm II kadencji   | Polskie Stronnictwo Ludowe | nr 38           | 14 018 (5,22%) |              |
| 1997   | Sejm III kadencji  | Polskie Stronnictwo Ludowe | nr 38           | 5232 (1,71)    |              |
| 2001   | Sejm IV kadencji   | Polskie Stronnictwo Ludowe | nr 23           | 9852 (2,32%)   |              |
| 2005   | Sejm V kadencji    | Polskie Stronnictwo Ludowe | nr 23           | 12 050 (2,99%) |              |
| 2007   | Sejm VI kadencji   | Polskie Stronnictwo Ludowe | nr 23           | 21 426 (4,36%) |              |
| 2011   | Sejm VII kadencji  | Polskie Stronnictwo Ludowe | nr 23           | 15 649 (3,42%) |              |
| 2015   | Sejm VIII kadencji | Polskie Stronnictwo Ludowe | nr 23           | 5293 (1,04%)   |              |